# Campionato europeo maschile under 20 di pallavolo 2002
Il campionato europeo juniores di pallavolo maschile 2002 si è svolto dal 20 al 28 agosto 2002 a Puck, Cetniewo e Katowice, in Polonia. Al torneo hanno partecipato 12 squadre nazionali europee e la vittoria finale è andata per la seconda volta all'Italia.

## Qualificazioni
Hanno partecipato al campionato europeo juniores la nazionale del paese ospitante, le prime tre squadre classificate al campionato europeo juniores 2000 e otto squadre provenienti dai gironi di qualificazioni.

## Regolamento
Le dodici sono state divise in due gironi: al termine della prima fase, le prime due classificate di ogni girone hanno acceduto alle semifinali per il primo posto, la terza e la quarta classificata di ogni girone hanno acceduto alle semifinali per il quinto posto, mentre le ultime classificate di ogni girone hanno acceduto alle semifinali per il nono posto.

## Gironi
| Girone A                                              | Girone B                                          |
| ----------------------------------------------------- | ------------------------------------------------- |
| Croazia Francia Italia Jugoslavia Lettonia Slovacchia | Bulgaria Germania Polonia Russia Slovenia Ucraina |

## Fase finale - Katowice

### Finali 1º e 3º posto
|  | Semifinali | Semifinali | Semifinali |        |         | Finale 1º/2º posto | Finale 1º/2º posto | Finale 1º/2º posto |  |
|  |            |            |            |        |         |                    |                    |                    |  |
|  | Francia    | Francia    | 3          |        |         |                    |                    |                    |  |
|  | Francia    | Francia    | 3          |        |         |                    |                    |                    |  |
|  | Russia     | Russia     | 1          |        |         |                    |                    |                    |  |
|  | Russia     | Russia     | 1          |        | Francia | Francia            | 1                  |                    |  |
|  |            |            |            |        | Francia | Francia            | 1                  |                    |  |
|  |            |            | Italia     | Italia | 3       |                    |                    |                    |  |
|  | Italia     | Italia     | Italia     | Italia | 3       | 3                  |                    |                    |  |
|  | Italia     | Italia     |            |        |         | 3                  |                    |                    |  |
|  | Germania   | Germania   | 1          |        |         | Finale 3º/4º posto | Finale 3º/4º posto | Finale 3º/4º posto |  |
|  | Germania   | Germania   | 1          |        |         |                    |                    |                    |  |
|  |            |            |            |        |         |                    |                    |                    |  |
|  |            |            |            |        |         | Russia             | Russia             | 2                  |  |
|  |            |            |            |        |         | Russia             | Russia             | 2                  |  |
|  |            |            |            |        |         | Germania           | Germania           | 3                  |  |

### Finali 5º e 7º posto
|  | Semifinali | Semifinali | Semifinali |         |         | Finale 5º/6º posto | Finale 5º/6º posto | Finale 5º/6º posto |  |
|  |            |            |            |         |         |                    |                    |                    |  |
|  | Slovacchia | Slovacchia | 1          |         |         |                    |                    |                    |  |
|  | Slovacchia | Slovacchia | 1          |         |         |                    |                    |                    |  |
|  | Ucraina    | Ucraina    | 3          |         |         |                    |                    |                    |  |
|  | Ucraina    | Ucraina    | 3          |         | Ucraina | Ucraina            | 0                  |                    |  |
|  |            |            |            |         | Ucraina | Ucraina            | 0                  |                    |  |
|  |            |            | Polonia    | Polonia | 3       |                    |                    |                    |  |
|  | Lettonia   | Lettonia   | Polonia    | Polonia | 3       | 2                  |                    |                    |  |
|  | Lettonia   | Lettonia   |            |         |         | 2                  |                    |                    |  |
|  | Polonia    | Polonia    | 3          |         |         | Finale 7º/8º posto | Finale 7º/8º posto | Finale 7º/8º posto |  |
|  | Polonia    | Polonia    | 3          |         |         |                    |                    |                    |  |
|  |            |            |            |         |         |                    |                    |                    |  |
|  |            |            |            |         |         | Slovacchia         | Slovacchia         | 3                  |  |
|  |            |            |            |         |         | Slovacchia         | Slovacchia         | 3                  |  |
|  |            |            |            |         |         | Lettonia           | Lettonia           | 0                  |  |

### Finali 9º e 11º posto
|  | Semifinali | Semifinali | Semifinali |          |            | Finale 9º/10º posto  | Finale 9º/10º posto  | Finale 9º/10º posto  |  |
|  |            |            |            |          |            |                      |                      |                      |  |
|  | Jugoslavia | Jugoslavia | 3          |          |            |                      |                      |                      |  |
|  | Jugoslavia | Jugoslavia | 3          |          |            |                      |                      |                      |  |
|  | Slovenia   | Slovenia   | 0          |          |            |                      |                      |                      |  |
|  | Slovenia   | Slovenia   | 0          |          | Jugoslavia | Jugoslavia           | 1                    |                      |  |
|  |            |            |            |          | Jugoslavia | Jugoslavia           | 1                    |                      |  |
|  |            |            | Bulgaria   | Bulgaria | 3          |                      |                      |                      |  |
|  | Croazia    | Croazia    | Bulgaria   | Bulgaria | 3          | 0                    |                      |                      |  |
|  | Croazia    | Croazia    |            |          |            | 0                    |                      |                      |  |
|  | Bulgaria   | Bulgaria   | 3          |          |            | Finale 11º/12º posto | Finale 11º/12º posto | Finale 11º/12º posto |  |
|  | Bulgaria   | Bulgaria   | 3          |          |            |                      |                      |                      |  |
|  |            |            |            |          |            |                      |                      |                      |  |
|  |            |            |            |          |            | Slovenia             | Slovenia             | 2                    |  |
|  |            |            |            |          |            | Slovenia             | Slovenia             | 2                    |  |
|  |            |            |            |          |            | Croazia              | Croazia              | 3                    |  |

## Classifica finale
| Classifica | Squadre    | Qualificazione                   |
| ---------- | ---------- | -------------------------------- |
|            | Italia     | Campionato europeo juniores 2004 |
|            | Francia    | Campionato europeo juniores 2004 |
|            | Germania   | Campionato europeo juniores 2004 |
| 4          | Russia     |                                  |
| 5          | Polonia    |                                  |
| 6          | Ucraina    |                                  |
| 7          | Slovacchia |                                  |
| 8          | Lettonia   |                                  |
| 9          | Bulgaria   |                                  |
| 10         | Jugoslavia |                                  |
| 11         | Croazia    |                                  |
| 12         | Slovenia   |                                  |